# FK Radnički Sombor
FK Radnički je nogometni klub iz Sombora. Osnovan je 1912. godine kao Somborski SK.
Klupske boje su crvena i bijela.
Danas se natječe u Prvoj ligi Srbije, koji je drugoligaški razred.
Klub je poslije drugog svjetskog rata jedno vrijeme nosio ime Polet. Uskoro je vratio ime Radnički.
1946. je bio pobjednik somborskog okruga te je igrao sjevernu skupinu vojvođanske lige. Bili su predzadnji peti.
1947. su u Kupu Jugoslavije prošli varaždinski Tekstilac i sarajevski Željezničar, a ispali od novosadske Sloge.
1950. su u Kupu ispali u 1. krugu od beogradskog Radničkog.
1952./53. je počeo se natjecati u Jedinstvenoj vojvođanskoj ligi. Zauzeo je drugo mjesto. Iste godine su u kupu u šesnaestini završnice ispali od Crvene zvezde.
1954. su bili u prvoj vojvođanskoj ligi, koja je onda bila treća razina nogometnog natjecanja. Plasirali su se u 2. ligu. Klub je redovito imao rasprodane utakmice. Prema podatcima vojvođanskog nogometnog saveza, u razdoblju od 1948. do 1954., Radnički je među svim vojvođanskim ligašima, od prvoligaških do vojvođanske lige, statistički bio najuspješniji klub.
1955./56. bili su šesti u Trećoj zoni. 1956./57. bili su četvrti u Trećoj zoni, iza Borova, zrenjaninskog i osječkog Proletera.
1957./58. su došli do osmine završnice jugoslavenskog kupa. Ispali su od hrvatskog predstavnika Hajduka iz Splita na jedanaesterce. U prvenstvu su igrali u trećoj zonskoj ligi. Bili su treći, iza osječkog Proletera, koji je stekao pravo igrati kvalifikacije za Prvu ligu te zrenjaninskog Proletera. 1958./59. su u Kupu prošli skopski Vardar, a ispali od beogradske Crvene zvezde. Te su sezone bili izravno u Drugoj saveznoj ligi Istok, izravno iz Zonske lige. Završili su na 3. mjestu s 28 bodova, 5 bodova iza OFK Beograda i bod iza subotičkog Spartaka. Bili su sastav s najviše postignutih pogodaka (59), bolje od pobjednika lige OFK Beograda koji je postigao 52. Igrači Radničkog su te sezone bili najbolji strijelci lige: Radivoj Popović je postigao 19, Stevan Pozder 18, dok je primjerice Spartakov Tihomir Ognjanov bio tek 5. strijelac s 15 postignutih pogodaka.
1959./60. su ispali u Kupu u 1. krugu od Novog Sada. U Drugoj saveznoj ligi Istok su bili sedmi. Drugi strijelac lige s 19 pogodaka bio je Stevan Pozder, iza Tome Jakimovskog iz prilepske Pobede (22). 1960./61. su ispali u 1. krugu od OFK Beograda., a u Drugoj saveznoj ligi Istok bili su treći, iza titogradske Budućnosti i Novog Sada. 1961./62. su bili predzadnji, 11. u Drugoj ligi Istok te su ispali. Dodatnu prigodu su imalu u razigravanju no ispali su od kragujevačkog Radničkog. Te iste 1962. je godine došao do četvrzavršnice Kupa Jugoslavije. U šesnaestini završnice su u Nikšiću pobijedili domaći Čelik 4:2, u osmini završnice splitski Hajduk rezultatom 1:0, a strijelac je bio Stevan Pozder. U četvrtzavršnici su ispali od Crvene zvezde u Beogradu (1:2).
1962./63. se plasirao u Drugu ligu Istok. 196./64. su ispali, jer su bili zadnji. 1965./66. su u Drugoj ligi Istok bili peti. 1966./67. su u Drugoj ligi Istok bili treći. Najbolji strijelac Radničkog bio je Prosenica (21 pogodak), drugi ukupno. 1966./67. su bili 6. u drugoj ligi Istok. 1967./68. je njihov igrač Devčić bio 5. strijelac lige (18 pogodaka), a u ligi su bili 6. 1968./69. su bili zadnji u 2. ligi Istok te su ispali. 1969./70. su igrali u Vojvođanskog ligi i bili su na 13. mjestu. Nakon nepuna dva desetljeća klub je upao u financijske probleme, te je 1971./72. ispao u 3. ligu.
Naredno desetljeće i pol su proveli u nižim ligama. 1977./78. su ispali iz Vojvođanske lige u Jedinstvenu ligu FSP Sombora. Vratio se nazad 1982./83.
A onda su 1985./86. su osvojili prvo mjesto i plasirali se u viši razred.
Sezone 1991./92. se natjecao u Međurepubličkoj ligi – Sjever).
1992./93. je ispao u Kupu u 1. krugu od podgoričke Budućnosti. 2005./06. je u 1. krugu prošao golubovačku Zetu, a ispao u od lazarevačke Kolubare.

## Vanjske poveznice
- Transfermarkt Radnički